# Джеймс Едвард Кілер
Дже́ймс Е́двард Кі́лер (англ. James Edward Keeler; 10 вересня 1857 — 12 серпня 1900) — американський астрофізик.

## Біографія
З 1888 по 1891 рік працював у Лікській обсерваторії, з 1891 року — директор Обсерваторії Allegheny, в 1898 році повернувся до Лікської обсерваторії, але невдовзі помер.
Разом із Джорджем Хейлом — засновник і редактор Астрофізичного Журналу, провідний астрономічний журнал до сьогодення.
У 1880 році разом із Семюелем Пірпонтом Ленглеєм й іншими, брав участь у науковій експедиція на Гору Уїтні, де вивчав поглинання сонячної радіації атмосферою Землі.
Кілер зробив спектроскопічне дослідження кілець Сатурна й довів, що вони не можуть бути суцільним об'єктом,  скоріше вони повинні були складатися з рою маленьких окремих об'єктів. Також Кілер — відкривач двох астероїдів (один з них було загублено і перевідкрито лише через 100 років).
Лауреат премії Румфорда (1898)
Лауреат Медалі Генрі Дрейпера (1899).
Ім'ям Джеймса Кілера названа вершина поблизу гори Вітні, щілина в кільцях Сатурна, кратери на Місяці та на Марсі та астероїд 2261 Кілер.